# HD22316
HD22316 — хімічно пекулярна зоря спектрального класу B9, що має видиму зоряну величину в смузі V приблизно 6,3.
Вона  розташована на відстані близько 557,5 світлових років від Сонця.

## Пекулярний хімічний вміст
Зоряна атмосфера GSC3724-100 має підвищений вміст 
Cr, Si та Hg.

## Магнітне поле
Спектр даної зорі вказує на наявність магнітного поля у її зоряній атмосфері.
Напруженість повздовжної компоненти поля оціненої з аналізу
крил ліній Бальмера
становить 1250,2± 347,8 Гаус.